# Yoga (art)
|  | Aquest article tracta sobre l'estil pictòric. Vegeu-ne altres significats a «Ioga». |

Yoga (洋画, Yōga) o literalment "pintures d'estil occidental" és un terme emprat per a descriure les pintures d'artistes japonesos que s'han fet d'acord amb les convencions, tècniques i materials tradicionals occidentals (europeus). El terme es va encunyar en el període Meiji per a distingir aquestes obres de les pintures japoneses tradicionals autòctones, o Nihonga (日本画, nihonga).

## Materials
El Yoga, en el seu sentit més ampli, inclou la pintura a l'oli, l'aquarel·la, el pastel, els esbossos a tinta, la litografia, l'aiguafort i altres tècniques desenvolupades a la cultura occidental. Tanmateix, en un sentit més limitat, de vegades el yoga fa referència específicament a la pintura a l'oli.

## Història
La pintura europea es va introduir al Japó durant l'última part del període Muromachi junt amb els missioners cristians. Les primeres obres religioses dels artistes japonesos imitant les obres dutes pels missioners podrien considerar-se les primeres formes de yoga. Tanmateix, la política d'aïllament nacional introduïda pel shogunat Tokugawa en el període Edo va acabar eficaçment amb la influència de l'art occidental en la pintura japonesa, amb l'excepció de l'ús de la perspectiva, descoberta pels artistes japonesos en els esbossos dels textes mèdics i científics europeus importats d'Països Baixos a través de Nagasaki.
El 1855, el shogunat Tokugawa va fundar el Bansho Shirabesho, una institució de traducció i recerca per a estudis occidentals, inclosa una secció per a investigar l'art occidental. Aquesta secció l'encapçalava Kawakami Togai, l'ajudant del qual, Takahashi Yuichi, va ser alumne de l'artista anglès Charles Wirgman. Molts consideren a Takahashi el primer autèntic pintor yoga.
El 1876, el govern Meiji va fundar la Kobu Bijutsu Gakko (Escola d'Art Tècnica) com la primera escola d'art yoga del Japó. El govern va contractar assessors estrangers, com ara l'artista italià Antonio Fontanesi, per ensenyar als artistes japonesos, com ara Asai Chu, les últimes tècniques occidentals.
A la dècada de 1880, la reacció general contra l'occidentalització i l'augment de popularitat i força del moviment Nihonga van provocar un declivi temporal del yoga. Es va obligar al Kobu Bijutsu Gakko a tancar el 1883, i quan el Tokyo Bijutsu Gakko (el precursor de la Universitat Nacional de Belles Arts i Música de Tòquio) es va fundar el 1887, només s'ensenyaven assignatures Nihonga.
Tanmateix, el 1889, uns artistes yoga van fundar la Meiji Bijutsukai (Societat d'Arts Plàstiques de Meiji), i el 1893 el retorn de Kuroda Seiki dels seus estudis a Europa va aportar nous ímpetus al gènere yoga. El 1896 es va afegir un departament yoga al curriculum del Tokyo Bijutsu Gakko, i a partir d'aquell moment el yoga s'ha acceptat com a component de la pintura japonesa.
Des de llavors, el yoga i el nihonga han estat les dues divisions principals de la pintura japonesa moderna. Aquesta divisió es reflecteix en l'educació, el muntatge d'exposicions i la identificació dels artistes. Tanmateix, en molts casos els artistes nihonga també han adoptat tècniques de pintura occidental realistes, com ara la perspectiva i l'ombreig. Degut a aquesta tendència a sintetitzar, tot i que el nihonga conforma una nítida categoria a les exposicions Nitten anuals japoneses, en els últims anys s'ha anat fent cada cop més difícil traçar una separació clara entre el nihoga i el yoga pel que fa a tècniques i materials.